# Spandauer Vorstadt

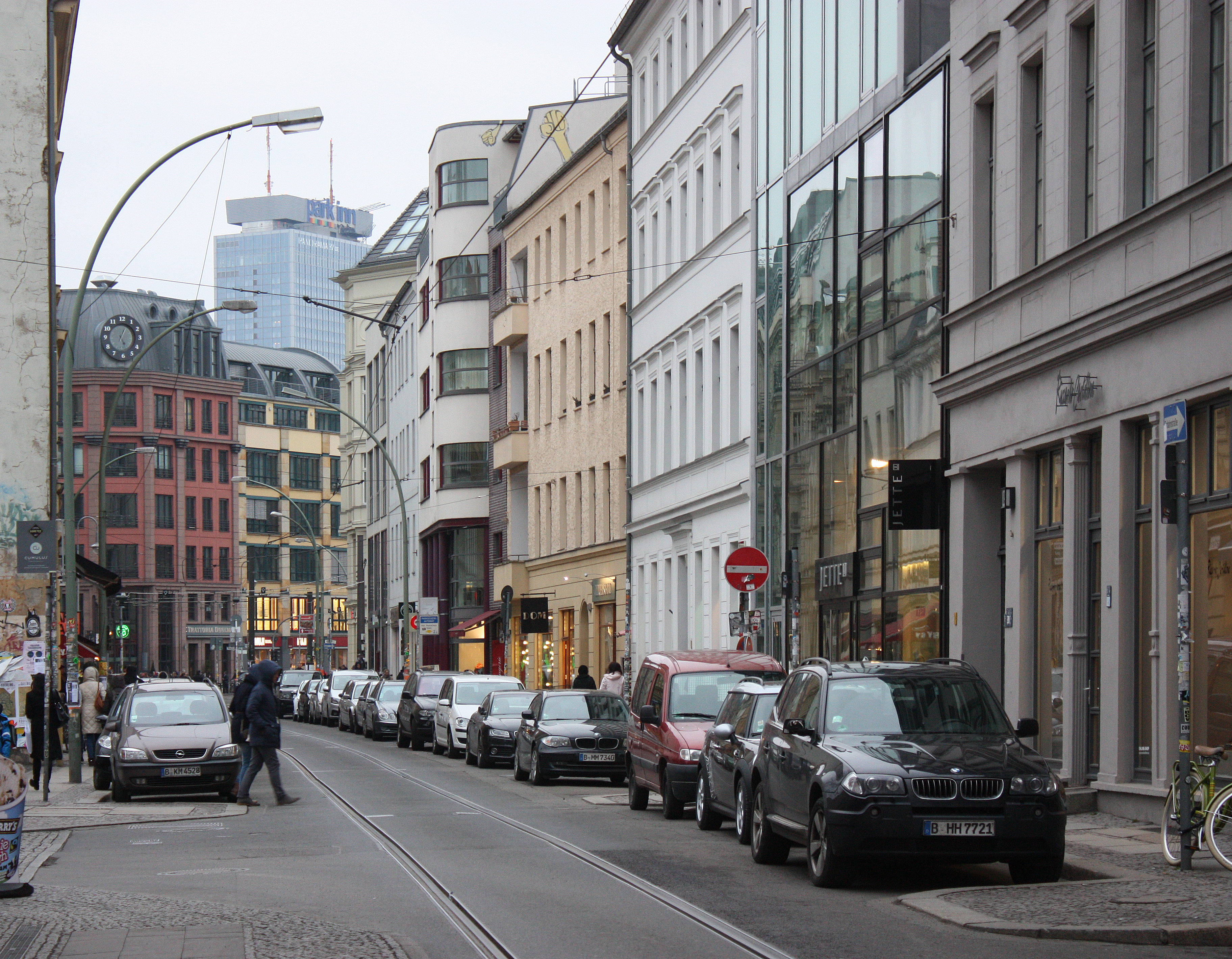
Oranienburger Strasse, vy mot Hackescher Markt.

Spandauer Vorstadt är ett historiskt område i norra delen av stadsdelen Mitte i Berlin. Området är i sin helhet skyddat som kulturminne, i egenskap av ett av de bäst bevarade områdena av förkrigsbebyggelse i Berlin.
Spandauer Vorstadt begränsas i söder av floden Spree och stadsbanans järnvägsviadukt, i öster av Karl-Liebknecht-Strasse, i norr av Torstrasse och i väster av Friedrichstrasse. Den östra delen av Spandauer Vorstadt är även känd som Scheunenviertel, en beteckning som ibland felaktigt används om hela Spandauer Vorstadt.

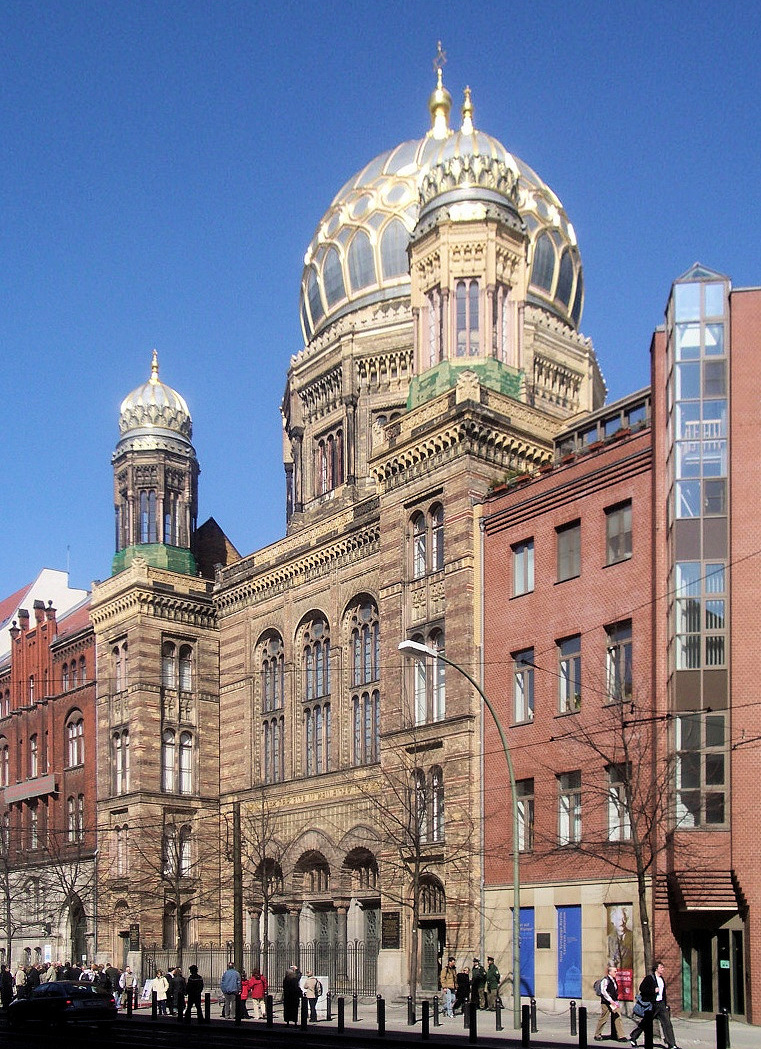
Nya synagogan.

Spandauer Vorstadt hade från 1700-talet fram till början av 1900-talet en stor judisk befolkning, vilket bland annat den gamla judiska kyrkogården vid Grosse Hamburger Strasse, Berlins nya synagoga och flera judiska kulturella institutioner fortfarande idag påminner om, och i området finns många s.k. snubbelstenar till minne av deporterade och mördade judiska invånare under Nazityskland.
Sedan 1990-talet har området genomgått en omfattande gentrifiering, och idag är området känt för sitt bar- och restaurangliv och sina många modebutiker.

## Kända torg, gator och byggnader
- Auguststrasse med:
  - Clärchens Ballhaus, traditionsrik danslokal.
  - Kunst-Werke Berlin, institut för samtidskonst.
- Norra delen av Friedrichstrasse med:
  - Friedrichstadt-Palast, nöjesscen och premiärbiograf.
- Hackescher Markt
- Oranienburger Strasse med:
  - Hackesche Höfe, kultur-, restaurang- och shoppingkvarter.
  - Kunsthaus Tacheles
  - Monbijoupark
  - Berlins nya synagoga
  - Haupttelegrafenamt Berlin, nr 73-76 (Tvärsövergatan mot synagogan.) (Från huset drevs också Berlins rörpost mellan 1916 och 1976.)
  - Postfuhramt Berlin, nr 35
- Rosa-Luxemburg-Platz med:
  - Karl-Liebknecht-Haus, Vänsterns partihögkvarter.
  - Volksbühne, teater.
- Sophienstrasse med:
  - Sophienkirche